# 秦统兴
秦统兴（1916年—1985年），山西长治人。中华人民共和国政治人物。

## 生平
1937年，毕业于长治农业中学，1938年，参加牺盟会，次年参加中国共产党。曾任壶关县牺盟会协助员、第三区牺盟会秘书、县游击队队长、区长、县粮食局局长、县长。中华人民共和国成立后，历任青年团长治地委书记。1952年8月至1954年7月，任中共沁县县委书记。后担任浙江大学党委副书记，昆明工学院党委副书记，云南省教育局副局长，1975年7月至1978年6月，担任云南中医学院书记兼院长。1979年，任山西医学院党委书记。1985年去世。